# Гаврищук Григорій Васильович
Григорій Васильович Гаврищук (нар. 24 січня 1902, село Космач, Австро-Угорщина, тепер Косівського району Івано-Франківської області — 22 серпня 1965, село Уніж Городенківського району Івано-Франківської області) — український радянський діяч, лісоруб, голова Коломийського міськвиконкому Станіславської області, керуючий трестів «Станіславліспром» і «Прикарпатліс». Депутат Верховної Ради СРСР 1—5-го скликань (1940—1962 роки). 

## Біографія
Народився в родині селянина-лісоруба. Освіта неповна середня: закінчив чотири класи Космацької школи.
У 1915—1939 роках — робітник на будівництві, лісоруб, тесляр на лісозаготівлях біля Космача.
У вересні 1939 року організував у Космачі загін «народної міліції» для самооборони від поляків, став головою Космацької сільської ради на Станіславщині.
22 жовтня 1939 року був обраний депутатом Народних зборів Західної України.
З грудня 1939 — 27 червня 1941 року — заступник голови виконавчого комітету Коломийської міської ради депутатів трудящих Станіславської області.
Під час німецько-радянської війни перебував у евакуації в місті Чкалові (Оренбурзі) (РРФСР), де у 1941—1944 роках працював завідувачем складу, заступником директора, завідувачем господарської частини, начальником відділу постачання заводу. У 1944 році повернувся до Станіславської області.
Член ВКП(б) з 1944 року.
У серпні 1944 — січні 1945 року — заступник голови виконавчого комітету Станіславської міської ради депутатів трудящих Станіславської області.
1 лютого 1945 — 24 жовтня 1950 року — голова виконавчого комітету Коломийської міської ради депутатів трудящих Станіславської області.
У 1950—1952 роках — заступник керуючого тресту «Станіславліспром» Станіславської області.
У 1952—1965 роках — керуючий тресту «Станіславліспром», потім — «Прикарпатліс» Івано-Франківської області.
Похований на Івано-Франківському міському цвинтарі в селі Чукалівці Тисменицького району.

## Нагороди
- орден Трудового Червоного Прапора (23.01.1948)
- орден «Знак Пошани» (5.10.1957)
- медалі.